# Julie Labonté
Julie Labonté (Saint-Georges, 12 januari 1990) is een atleet uit Canada.
Op de Olympische Zomerspelen van Londen in 2012 nam Labonté voor Canada deel aan het onderdeel kogelstoten. Ze eindigde op de 21e plaats.
In 2014 nam Labonté deel aan de Gemenebestspelen. Ze behaalde met 17.58 meter een bronzen medaille bij het kogelstoten. Bij het discuswerpen werd ze twaalfde met een afstand van 52,30 meter.
- World Athletics: 14267720